# Bleury - Saint-Symphorien
Bleury - Saint-Symphorien era un comune francese di 1.302 abitanti situato nel dipartimento dell'Eure-et-Loir nella regione del Centro-Valle della Loira, istituito il 1º gennaio 2012 dalla fusione dei precedenti comuni di Bleury e Saint-Symphorien-le-Château.
Il 1° gennaio 2016 diviene comune delegato del nuovo comune di Auneau-Bleury-Saint-Symphorien.

## Simboli
Dal 2012 aveva adottato lo stemma di Saint-Symphorien-le-Château.
Il vomere degli antichi aratri evoca l'attività agricola, i covoni di grano su sfondo azzurro rappresentano la regione della Beauce.